# Сакс, Максимильян
Максимильян Сакс (нем. Maximilian Sax; родился 22 ноября 1992 года в Бадене, Австрия) — австрийский футболист, нападающий клуба «Винер-Нойштадт».

## Клубная карьера

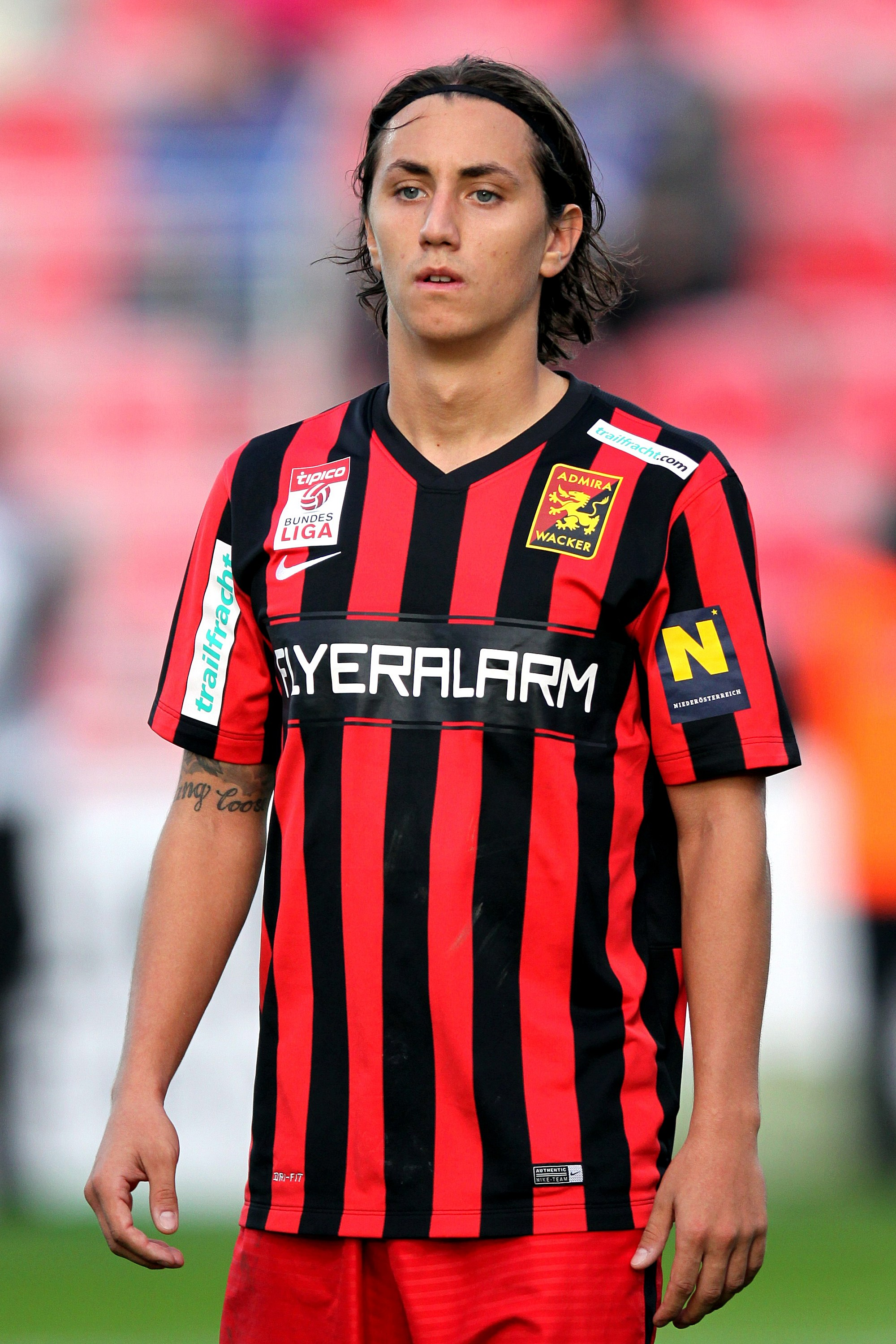
Сакс в составе «Адмира Ваккер Мёдлинг»

Сакс — воспитанник клуба «Адмира Ваккер Мёдлинг». 6 марта 2010 года в матче против инсбуркского «Ваккера» он дебютировал в Первой австрийской лиге. В 2011 году Сакс помог клубу выйти в элиту. 15 сентября 2012 года в матче против венского «Рапида» он дебютировал в австрийской Бундеслиге. 15 декабря в поединке против инсбрукского «Ваккера» Максимильян забил свой первый гол за «Адмира Ваккер Мёдлинг».
В сезоне 2018/19 Сакс перешёл в «Аустрию» из Вены, заключив с клубом контракт до июня 2022 года.